# Rest Haven
Rest Haven è un comune degli Stati Uniti d'America, situato nello Stato della Georgia, diviso tra la contea di Gwinnett e la contea di Hall.